# スレバルナ自然保護区
スレバルナ自然保護区（スレバルナしぜんほごく、ブルガリア語: Природен резерват Сребърна）は、ブルガリア北部の南ドブルジャ地方、シリストラ州にある厳正自然保護区。シリストラ (Silistra) の西18km、ドナウ川の2km南に位置するスレバルナ村近くにある。ウィア・ポンティカ (Via Pontica) 上のスレバルナ湖（水深は1mから3m）とその周辺を対象とし、ヨーロッパとアフリカの間の渡り鳥の通り道となっている。
自然保護区は生物圏保護区にも登録されている。保護区に典型的な生物種の陳列が行われている博物館も併設されている。

## 歴史
スレバルナ湖は非ブルガリア人研究者たちによって過去何度となく研究されてきたが、ブルガリア人生物学者としては、1911年にこの地へ研究のために赴いたアレクシ・ペトロフが最初であった。1913年には南ドブルジャ全体がルーマニア領となったが、1940年にブルガリアに返還された。この年は、ペトロフがこの地に営巣している鳥たちのコロニーを観察しに再訪した時でもあった。
この一帯は1948年に自然保護区となり、1975年にはラムサール条約登録地となった。1977年にユネスコの生物圏保護区に登録された。さらに、1983年にはユネスコの世界遺産（自然遺産）にも登録された（ID219）。

## 伝説
スレバルナ湖の名の由来には諸説ある。一説に拠れば、ペチェネグと争っているうちに近隣で歿したハーン、スレブリスト (Srebrist) に由来するという。異説では、湖畔にあった銀を満載した小舟（銀はブルガリア語でsrebro）に関係があるという。さらに別の一番もっともらしい説では、満月の夜に湖面が銀色に照り返すさまに由来しているのだという。

## 植物相
湖畔にはヨシをはじめとする水生植物やヤナギ（セイヨウシロヤナギ）の浸水林が生えている。保護区全体には絶滅危惧種を含む1,430種の植物が生育している。

## 動物相
保護区内の動物相は豊かである。マダライタチなど39種の哺乳類、27種の爬虫類・両生類、ヨーロッパウナギなど23種の魚類が確認されているが、この保護区を有名にしているのは、なんといっても243種にもおよぶ鳥類である。そこには、ニシハイイロペリカン、コビトウ、メジロガモ、オカヨシガモ、ホシハジロ、シマアジ、マガン、ハイイロガン、カワウ、オジロワシ、ウズラクイナ、ヒメヨシゴイ、ゴイサギ、カンムリサギ、コサギ、ダイサギ、ムラサキサギ、ブロンズトキ、ヘラサギ、アカツクシガモ、アオガン、ノハラツグミ、コブハクチョウ、ヨーロッパチュウヒ、オガワコマドリのほか、アジサシ類、カラ類の鳥などが含まれている。

## 世界遺産
1983年登録。2008年には核心地域と緩衝地域の登録範囲が拡大されている。

### 登録基準
この世界遺産は世界遺産登録基準のうち、以下の条件を満たし、登録された（以下の基準は世界遺産センター公表の登録基準からの翻訳、引用である）。
- (10) 生物多様性の本来的保全にとって、もっとも重要かつ意義深い自然生息地を含んでいるもの。これには科学上または保全上の観点から、すぐれて普遍的価値を持つ絶滅の恐れのある種の生息地などが含まれる。

### 危機遺産登録
スレバルナ自然保護区は、1992年に「危機にさらされている世界遺産」リストに加えられた。主たる理由は、周辺の農業の悪影響である。スレバルナ湖とドナウ川の間に堤防が設けられ、もともとは8mあった水深が半分以上減った。さらに、周辺の農業地域での農薬の使用などが土壌汚染を招いた。また、当時の中央政府もスレバルナの環境保護に熱心とは言えなかった。
1998年には保護区内のヨシの原野やペリカンの営巣地が度々嫌がらせの放火に遭い、そんな中、中央の無関心にもめげずにスレバルナ管理事務所で精力的な保護活動に尽力していたイワン・ディミトロフ所長が自殺するという、痛ましい出来事も起こった。
しかし、その後漸進的に保護活動が改善に向かい、農業よりも保護区の回復を優先する施策が打たれたことなどによって、一時は世界遺産リストそのものからの削除すら検討されたスレバルナ自然保護区は、2003年に危機遺産リストから脱することが出来た。しかし、なおも注視の必要があるとされている。

## 注
1. 1 2  “Srébarna | Ramsar Sites Information Service”. rsis.ramsar.org (2013年1月1日). 2023年2月16日閲覧。
2. 1 2 3 4  “Srébarna Biosphere Reserve, Bulgaria” (英語). UNESCO (2019年5月9日). 2023年2月16日閲覧。
3. 1 2  “Srebarna Nature Reserve” (英語). UNESCO World Heritage Centre. 2023年2月16日閲覧。
4. ↑  この節は、工藤父母道「危機にさらされている世界遺産 - 東欧と中・南米の事例から」（『世界遺産年報1996』）、同「危機にさらされている世界遺産の現状」（『世界遺産年報2004』）、世界遺産年報編集部「危機にさらされている世界遺産」（『世界遺産年報2007』）を参照した。